# Клопски манастир Свете Тројице
Михајло-Клопски мушки манастир Свете Тројице (рус. Свято-Троицкий Михайло-Клопский мужской монастырь) мушки је манастир под јурисдикцијом Руске православне цркве на северозападу европског дела Руске Федерације. Манастир се налази на западној обали језера Иљмењ, на месту где се у језеро улива река Верјажа, на подручју Новгородског рејона Новгородске области, на око 20 километара јужије од града Великог Новгорода.
Иако је манастир основан знатно раније, у писаним изворима се први пут помиње 1408. године, а у вези са доласком у манастир монаха Михаила Клопског, доцнијег светитеља православне цркве који је живео у манастиру пуне 44 године. После смрти сахрањен је у порти саборне цркве Свете Тројице.
Одлуком Синода Руске православне цркве од 10. априла 1913. преображен је у женски манастир. Након успостављања комунистичке власти у Русији после Октобарске револуције 1917. деловање свих верских заједница у земљи је отежавано на све могуће начине, а самим тим је и Клопски манастир 1934. затворен, а његова имовина национализована. Манастир је денационализован и враћен цркви тек 2005. године од када траје и његова обнова.

## Манастирски комплекс
- Централним делом манастирског комплекса доминира Саборна црква Свете Тројице саграђена током 1560-их година. Црква је првобитно имала три куполе, а касније су додате још две.
- Црква Светог Николе са трпезаријом из 1581. срушена је у целости током Другог светског рата. Остао је само звоник који је и данас у рушевинама.
- Дрвена црква посвећена Михаилу Клопском.

- План манастира
- Дрвена црква Михаила Клопског
- Рушевине Никољског звоника
- Слика манастира из 1665.